# Straßenlauf-Länderkampf der Männer 1980 Niederlande – BR Deutschland – Schweiz
| 12. Leichtathletik-Länderkampf mit bundesdeutscher Beteiligung 1980      | 12. Leichtathletik-Länderkampf mit bundesdeutscher Beteiligung 1980 |
| ------------------------------------------------------------------------ | ------------------------------------------------------------------- |
|                                                                          |                                                                     |
| Straßenlauf-Vergleich der Männer: Niederlande – BR Deutschland – Schweiz |                                                                     |
| Austragungsort                                                           | Baarn                                                               |
| Wettbewerbe                                                              | 1                                                                   |
| Datum                                                                    | 6. August                                                           |
| 1. FRG 2. NLD 3. SUI                                                     | 8:05:33 h 8:06:35 h 8:07:17 h                                       |
| Chronik                                                                  |                                                                     |
| ← ITA-FRG Nachwuchs (M)                                                  | FRG-URS Zehnkampf (M) →                                             |

Der zwölfte Vergleich des Länderkampfjahres 1980 war ein Vergleich der Straßenläufer. Der inzwischen traditionelle Dreiervergleich zwischen der Schweiz, der Bundesrepublik Deutschland und den Niederlanden wurde am 6. August wurde im niederländischen Ort Baarn ca. dreißig Kilometer südöstlich von Amsterdam ausgetragen. Zum nun achtzehnten Mal fand dieses Aufeinandertreffen als einziger Straßenlauf-Länderkampf des Jahres 1980 statt. In den ersten elf vorangegangenen Begegnungen hatten immer die bundesdeutschen Läufer vorne gelegen, doch von 1974 bis 1977 hatte sich vier Mal in Folge das Team aus der Schweiz vor der bundesdeutschen Mannschaft durchgesetzt. 1978 war diese Serie durch den zwölften Sieg des bundesdeutschen Teams gestoppt worden. Im Vorjahr hatten die niederländischen Läufer ihren ersten Gewinn dieses Dreiländerkampfs feiern können.

## Modus
Ausgetragen wurde wie gewohnt ein Straßenlauf über 30 Kilometer. Jede Nation stellte maximal sechs Läufer, von denen die fünf Besten über die Addition ihrer Zeiten gewertet wurden. Die Schweiz trat mit nur fünf Teilnehmern an, die alle in die Wertung kamen.

## Ergebnis
Es gab einen niederländischen Einzelsieg. Für die Länderkampfwertung waren die auf den Rängen zwei, drei, fünf, zwölf und dreizehn platzierten bundesdeutschen Läufer in der Summe ihrer Zeiten diesmal wieder am schnellsten und errangen somit in 8:05:33 h den insgesamt dreizehnten Erfolg in dieser Serie. Nur eine Minute und zwei Sekunden dahinter belegten die Niederländer den zweiten Platz. Knapp zwei Minuten hinter den Siegern kamen die Schweizer Vertreter auf Rang drei. Damit war der Ausgang in diesem Jahr noch enger als 1979.

## Legende
Kurze Übersicht zur Bedeutung der Symbolik – so üblicherweise auch in sonstigen Veröffentlichungen verwendet:
| DNF | nicht im Ziel (did not finish) |

## Resultat

### 30-km-Straßenlauf
| Platz | Athlet              | Land | Zeit (h)                 |
| ----- | ------------------- | ---- | ------------------------ |
| 01    | Barry Kneppers      | NLD  | 1:33:59                  |
| 02    | Reinhard Leibold    | FRG  | 1:34:42                  |
| 03    | Michael Spöttel     | FRG  | 1:35:37                  |
| 04    | Richard Umberg      | SUI  | 1:35:50                  |
| 05    | Ralf Salzmann       | FRG  | 1:36:07                  |
| 06    | Fritz Rüfenacht     | SUI  | 1:36:23                  |
| 07    | Kees van der Heul   | NLD  | 1:36:50                  |
| 08    | Josef Weiss         | SUI  | 1:37:06                  |
| 09    | Gerard Mentink      | NLD  | 1:37:22                  |
| 10    | Josef Peter         | SUI  | 1:37:35                  |
| 11    | Douwe Jaarsma       | NLD  | 1:38:25                  |
| 12    | Udo Engelbrecht     | FRG  | 1:39:02                  |
| 13    | Jacques Valentin    | NLD  | 1:39:59                  |
| 14    | Ludwig Haefele      | FRG  | 1:40:05                  |
| 15    | Jörg Haiwein        | SUI  | 1:40:05                  |
| 16    | Ton Larmit          | NLD  | 1:40:42                  |
| DNF   | Werner Dörrenbächer | FRG  | Sturzverletzung bei km 7 |